# شهرستان اونگجین (اینچئون)
شهرستان اونگجین (اینچئون) (به لاتین: Ongjin County) یک منطقهٔ مسکونی در کره جنوبی است که در اینچئون واقع شده‌است. شهرستان اونگجین ۱۶۴٫۱۴ کیلومتر مربع مساحت دارد.